# Ely
För andra betydelser, se Ely (olika betydelser).
Ely (engelskt uttal: [ˈiːli] lyssna (fil)) är en stad och civil parish i grevskapet Cambridgeshire i England. Staden är huvudort i distriktet East Cambridgeshire, cirka 24 kilometer nordost om Cambridge och cirka 39 kilometer sydost om Peterborough. Den är huvudort i den traditionella regionen Isle of Ely. Tätorten (built-up area) hade 19 090 invånare vid folkräkningen år 2011.

## Historia
Staden grundades år 673 av St Ethelreda, dotter till kung Anna. Den byggdes kring ett kloster norr om staden Cratendune på ön Ely, som ligger i floden Great Ouse. Fram till 1700-talet var staden en viktig hamn för trafiken över floden.
Klostret förstördes av danska vikingar 870, och återuppbyggdes ungefär hundra år senare. Ely var ett av de sista områdena i England som gjorde motstånd mot Vilhelm Erövraren. De kapitulerade inte förrän 1071. Katedralen i Ely påbörjades av Vilhelm Erövraren 1083, och färdigställdes 1351. Ely stift etablerades år 1109. Vid reformationen blev det ett anglikanskt stift, som 1995 hade ansvar för 610 000 medlemmar. Staden medverkade i Peasants' Revolt (Bondeupproret) 1381.
Oliver Cromwell bodde i Ely i flera år, efter att han ärvt tjänsten som fogde där, 1636.
Den traditionella kapprodden, The Boat Race, mellan Oxford och Cambridge 2021 hålls på grund av Covid-19-pandemin på floden Great Ouse i Ely.

## Etymologi
Det sägs att namnet Ely kommer från det engelska ordet för ål (eel) och ändelsen -y, som betyder "ö", alltså Ålö. Detta kan vara korrekt eftersom Ely låg som en ö i det sumpiga fenland (av fornnordiska fen = sump, träsk), som först dikades ut på 1700-talet.